# 黃花蝠屬
黃花蝠屬（学名：Erophylla），哺乳綱、翼手目、葉口蝠科的一屬，而與黃花蝠屬（黃花蝠）同科的動物尚有花蝠屬（古巴花蝠）、狹葉蝠屬（狹葉蝠）等之數種哺乳動物。

## 下属物种
- 黃花蝠 (褐葉蝠) Erophylla sezekorni (Gundlach, 1861)
- Erophylla bombifrons (Miller, 1899)